# Dasyhelea grenieri
Dasyhelea grenieri är en tvåvingeart som beskrevs av Clastrier 1966. Dasyhelea grenieri ingår i släktet Dasyhelea och familjen svidknott.
Artens utbredningsområde är Kanarieöarna. Inga underarter finns listade i Catalogue of Life.